# Chinchakhandi, Ramdurg
Chinchakhandi là một làng thuộc tehsil Ramdurg, huyện Belgaum, bang Karnataka, Ấn Độ.